# Gustavo Pérez
Gustavo Rogelio Pérez Ariztia (* 5. August 1935 in Carmelo; † 22. April 2012) war ein uruguayischer Ruderer.

## Biografie
Gustavo Pérez siegte zusammen mit Luis Aguiar und Raúl Torrieri im Zweier mit Steuermann bei den Panamerikanischen Spielen 1959. Bei den Olympischen Sommerspielen 1960 im Rom schied das Trio bei der Zweier-mit-Steuermann-Regatta im Hoffnungslauf aus. Es folgte erneut Gold bei den Panamerikanischen Spielen 1963, diesmal mit Mariano Caulín im Zweier ohne Steuermann. Ein Jahr später nahmen sie zusammen auch an den Olympischen Sommerspielen in Tokio teil.